# Pierre Heurtault du Metz
Pour les articles homonymes, voir Heurtault et Metz (homonymie).
Pierre Heurtault du Metz est un homme politique français né le 29 décembre 1777 à Issoudun (Indre) et mort le 27 mars 1852 à Issoudun.

## Biographie
Médecin, conseiller général, il est député de l'Indre de 1837 à 1846, siégeant dans l'opposition à la Monarchie de Juillet.